# كولسهايم
كولزهايم (بالألمانية: Külsheim) هي بلدة ألمانية ومدينة تقع في ألمانيا في Main-Tauber-Kreis.[بحاجة لمصدر] يقدر عدد سكانها بـ 5,665 نسمة .

## المدن التوأمة
مدينة Pécsvárad هي مدينة توأمة لـكولزهايم.

## أعلام
- ألويس غريم